# Lelis (gênero)

Lelis é um gênero de besouros pertencente à família Carabidae.

## Espécies
- L. bicolor Chaudoir, 1869
- L. obtusangula (Chaudoir, 1852)
- L. quadrisignata (Buquet, 1834)
- L. rutila (Bates, 1869)
- L. viridipennis Chaudoir, 1869